# Альтернативний рок
Альтернативний рок (також відомий як альтернативна музика, альт-рок або просто альтернатива; англ. alternative rock) — жанр рок-музики, що сформувався з музичного андеграунду 1980-х і набув популярності в 1990-х і 2000-і роках. У цьому випадку слово «альтернатива» передбачає антитезу мейнстримовій рок-музиці. Спочатку термін мав ще ширше значення, ним описували покоління музикантів, об'єднаних певними поглядами, музичним стилем або просто незалежними ідеалами панк-року, який заклав наприкінці 1970-х основу для альтернативної музики. Періодично термін «альтернатива» використовували для універсального опису музики андеґраундних рок-виконавців, які досягнули мейнстримової популярності, або будь-якої іншої музики, яку вважали похідною від панк-року.
Альтернативний рок — збірне поняття для музики, зміст якої значно різниться в плані звучання, соціального контексту і регіональних особливостей. До кінця 1980-х журнали, фензини, а також студентське і «сарафанне радіо» істотно розширили популярність жанру серед мейнстримової аудиторії, підкресливши розмаїття альтернативного року, широкий спектр його музичних сцен і стилів, таких як готик-рок, дженгл-поп, нойз-поп, інді-рок, інді-поп, грандж, індастріал, альтернативний хіп-хоп і реп-рок. Більшість цих піджанрів були популярними лише короткий час, але кілька альтернативних гуртів, таких як Hüsker Dü і R.E.M., згодом уклали контракти з мейджор-лейблами. Проте комерційний успіх більшої частини цієї субкультури був незрівнянно нижчим, ніж у інших тогочасних рок — і поп-музикантів. Більша частина колективів залишалася невідомою масовому слухачеві й випускала свої записи на інді-лейблах, не отримуючи значної ротації на популярних радіостанціях, телебаченні чи в газетах. Тільки після прориву Nirvana і стрімкої популяризації гранджу і бритпопу в 1990-х, альтернативний рок став частиною музичного мейнстриму, і багато альтернативних гуртів досягли успіху серед масової аудиторії.
До кінця десятиліття популярність жанру пішла на спад — грандж і бритпоп стали нішевими напрямками, а музичний фестиваль Lollapalooza, який вважався квінтесенцією альтернативного року, не проводився кілька років поспіль. Втім, пост-ґрандж знайшов відгук серед публіки і мав помірний комерційний успіх, зокрема гурти Creed і Matchbox Twenty; також популярності досягли деякі пост-брит-поп колективи, як-от Coldplay і Radiohead. Одним з найвідоміших відгалужень альтернативного року в 2000-х став жанр емо, згодом цей термін був застосований до багатьох виконавців, деякі з них записали дуже успішні альбоми. В період кінця 1990-х — початку 2000-х сформувалося кілька альтернативних груп, які зробили значний внесок у збереження інтересу до жанру, таких як The White Stripes, The Strokes, Arcade Fire, Franz Ferdinand і Interpol, звучання яких було навіяно музикою постпанку і нью-вейв. На початку і в середині 2000-х комерційний успіх мали колективи нової хвилі Modest Mouse і The Killers.
Наразі альтернативний рок розділяють на дві стадії: перша — це гурти 1980-их років із широким діапазоном музичної самоідентифікації; друга — гурти 1990-их років, що одержали після комерційного успіху американського гранджу в 1991—1993 роках таку ж підтримку великих лейблів і розкручування, як і традиційні естрадні й рок-колективи (сам альтернативний рок в ті роки став асоціюватися в основному із гранджом і пост-гранджовими гуртами, таким чином, ставши жанром), при цьому більше безкомпромісні ансамблі пішли в андерграунд.
Термін «альтернативний рок» найуживаніший в США, в той час як у Великій Британії, а також Росії частіше використовують назви «альтернативна музика» й «альтернатива». В Україні використовують обидва терміни.

## Походження терміна
| |  |
| Вихід альбомів Патті Сміт (Horses) і Лу Ріда (Metal Machine Music), а також виникнення гурту Sex Pistols, називали трьома чинниками, що сформували альт-рок. |  |

Перш ніж термін «альтернативний рок» укорінився в масовому вжитку — приблизно до 1990 року — музику, яку він характеризував, називали багатьма різними термінами. 1979 року Террі Толкін застосував позначення «альтернативна музика», до гуртів, про які він писав у своїх публікаціях. Того ж року на радіостанції KZEW (Даллас) у нічному ефірі почала виходити передача, присвячена музиці нової хвилі «Rock and Roll Alternative». Водночас упродовж 1980-х років у США використовували термін „коледж-рок“, що описує музику, яку крутили на вузівських радіостанціях і популярну серед студентів. У Великій Британії під впливом субкультури панків з'явилися десятки приватних лейблів звукозапису, чиїх творців надихали ідеї DIY. За словами засновника одного з таких видавництв (Cherry Red Records), журнали NME і Sounds публікували свої чарти на основі даних невеликих музичних магазинів під назвою „Dance Charts“. Перший національний чарт, що базується на продажі цієї мережі — Dance Chart, — опубліковано в січні 1980 року; він одразу ж став каталізатором успіху незалежних видавництв. В той час термін „інді“ вживали в буквальному сенсі, щоб описати записи, які випускаються незалежно. Проте вже до 1985 року „інді“ стали застосовувати для опису конкретного жанру або групи піджанрів, а не просто статусу дистрибуції.
Вживання терміна „альтернатива“ для опису рок-музики почалося близько середини 1980-х років; на той момент найпоширенішими термінами в музичній індустрії, які позначали ультрасучасну музику, були „нью-вейв“ і „пост-модерн“, під якими розуміли відповідно новизну стилю і повернення до актуального звучання минулого. Люди, які працювали ді-джеями і промоутерами в 1980-х, стверджують, що термін бере свій початок від американського FM-радіо 1970-х, яке було прогресивною альтернативою класичному радіо-формату Top-40. Воно транслювало довші пісні і надавало діджеям більшу свободу у виборі композицій. Згодом один з них згадував: „Якимось чином цей термін [альтернатива] отримав друге народження у 80-х, завдяки резидентам вузівського радіо, які вживали його для позначення постпанку, інді або будь андерграундної музики“.
Спочатку термін означав матеріал, навмисно записаний в андеграундному (не мейнстрімовому) стилі і не схильний до впливу „хеві-метал-балад, витонченого нью-вейву“ і „потужних танцювальних гімнів“. Однак сьогоднішнє використання терміна дозволило суттєво розширити його значення, включивши такі жанри як поп, панк-рок, постпанк, а іноді і коледж-рок та інді-рок. Пісні цих жанрів складали репертуар т. зв. „комерційних альтернативних радіостанцій“ того часу, наприклад, KROQ-FM (Лос-Анджелес). Вживання терміна набуло подальшого розвитку завдяки успіхові фестивалю Lollapalooza, після того як його засновник — і фронтмен гурту jane's Addiction — Перрі Фаррелл ввів ще одне схоже словосполучення — „альтернативна нація“ (англ. Alternative Nation). Наприкінці 1990-х визначення „альтернативи“ стало більш конкретним. Так, 1997 року публіцист газети The New York Times Ніл Страусс охарактеризував альтернативний рок як „жорсткий рок з нервовими гітарними рифами, натхненними музикою 1970-х, і фронтменами, що страждають від своїх проблем, поки ті не досягають епічних масштабів“.
Найчастіше складно визначити статус твору як альтернативний, оскільки термін має два протилежних значення. Альтернатива може являти собою музику, яка кидає виклик статус-кво — „люто крамольну, антикомерційну і антимейнстримову“, проте термін також вживають у музичній індустрії, щоб позначити „вибір, доступний споживачам з допомогою магазинів аудіозаписів, радіо, кабельного телебачення та інтернету“. Альтернативна музика парадоксальним чином стала настільки ж комерційним і затребуваним ринком, як і мейнстримовий рок — звукозаписні компанії використовували цей термін для продажу продукту аудиторії, яку не охоплювали більш масові стилі. У книзі „Alternative Rock“ Дейв Томпсон відзначає виникнення гурту Sex Pistols, а також вихід альбомів Horses Патті Сміт і Metal Machine Music Лу Ріда як три ключові події, які сформували цей жанр. До останніх років (початок 2000-х), коли найбільш поширеним терміном у США для опису сучасної поп-музики та року був „інді-рок“, цей термін і поняття „альтернативний рок“ часто вживали як синоніми; хоча ці жанри об'єднує низка аспектів, інді-рок вважають британським терміном, а альтернативний рок — більш американським.

### Характеристика
По суті, термін „альтернативний рок“ служить узагальнювальним поняттям для андеґраундної музики, яка виникла в середині 1980-х, після зниження інтересу до панк-року. Упродовж більшої частини своєї історії альтернативний рок асоціювали значною мірою з запереченням комерційних принципів мейнстримової музики, хоча ця сторона визначення стала спірною відтоді, як ще в 1990-х роках низка альтернативних виконавців досягли міжнародної популярності або уклали контракти з великою четвіркою лейблів. Упродовж 1980-х років більшість виконавців альтернативного року виступали в невеликих клубах, записувалися на незалежних лейблах і знаходили популярність завдяки сарафанному радіо. По суті, альтернативний рок не має якогось узагальнювального музичного стилю, хоча в 1989 році редакція New York Times описувала жанр як „передусім гітарну музику, насичену пауер-акордами, яскраво вираженими дзвінкими рифами, дисторшном і верескливим фідбеком“. Звучання „альтернативи“ варіюється від похмурих звукових гам готик-року і бринких гітар інді до мелодизму брит-попу та „брудної“ гітарної музики гранджу. Крім того, однією з характерних особливостей жанру є тексти бунтарського змісту. З моменту становлення в 1970-х роках рок-музики як частини масової культури, альтернатива частіше, ніж інші рок-стилі, торкається тем соціальної проблематики, таких як наркоманія, депресія, самогубство та охорона довкілля. Причиною цього було віддзеркалення соціально-економічної напруги в Сполучених Штатах і Об'єднаному Королівстві в 1980-х і початку 1990-х років.

## Історія

### 1980-ті

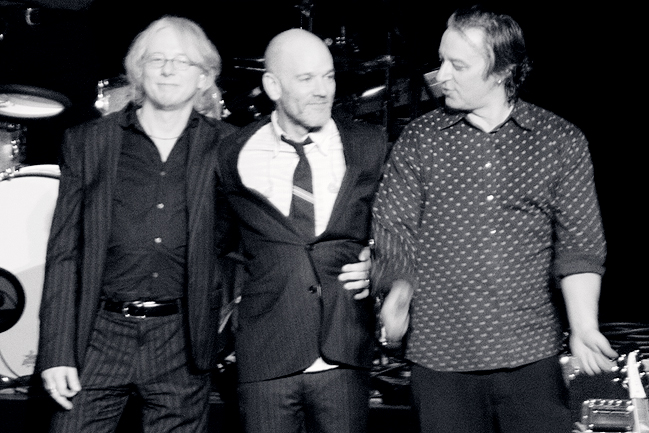
Один з перших альтернативних рок-гуртів, які завоювали широку популярність — R.E.M. — спирався на ротації студентського радіо, постійні гастрольні тури і потужну народну фанбазу, щоб пробитися в музичний мейнстрим

Станом на 1984 рік більшість гуртів, які уклали контракти з незалежними звукозаписними лейблами, черпали натхнення з класичної рок-музики різних напрямків, особливо 1960-х років. З цим становищем різко контрастували футуристичність і жорсткий раціоналізм епохи постпанку. Постпанк являв собою нове співтовариство музикантів, журналістів, менеджерів і медіа-персон; серед останніх виділялися Джефф Тревіс і Тоні Вілсон — засновники лейблів Rough Trade та Factory відповідно, які зробили значний внесок у виробничу і дистриб'юторську інфраструктуру інді-сцени, що набрала обертів у середині 1980-х років. Згодом деякі колективи, які грали постпанк, додали в свою музику більше мелодизму (запозичивши елементи нью-вейву) і переорієнтували свою творчість на американську аудиторію; серед найбільш яскравих представників цього напрямку були New Order (сформований колишніми учасниками Joy Division), U2 і The Cure). Інші, такі як Gang of Four, The Raincoats і Throbbing Gristle, які в той час не мали великогом успіху серед шанувальників жанру, заднім числом сприймаються як значущі представники постпанк-руху, що справили значний вплив на сучасну популярну культуру.
Низку американських виконавців постфактум зараховано до руху постпанку; наприклад, вплив цього напряму виділяють в пізніх записах прото-панк-колективу Pere Ubu, а випущений 1977 року дебютний диск гурту Television Marquee Moon відносять до числа основоположних альбомів жанру. У свою чергу один з найвпливовіших американських постпанк-колективів — Mission of Burma — урізноманітнив його звучання, додавши в експериментальний контекст своєї музики ритмічні інновації з хардкору. Крім цього, наприкінці 1970-х у Нью-Йорку сформувався авангардний рух під назвою ноу-вейв, який став помітним явищем місцевого культурного життя і часто розглядається як американська версія постпанку. Серед його піонерів були такі музиканти як Джеймс Ченс і Лідія Ланч, яка дала назву жанру, заявивши в одному з інтерв'ю, у відповідь на питання, чи грає вона „new wave“: „Вже швидше no wave!“. У той же період у Мельбурні сформувалася так звана Сцена маленьких гуртів (англ. Little band scene), біля витоків якої стояв місцевий колектив Primitive Calculators. Музиканти цієї спільноти внесли вагомий внесок в експерименти зі звучанням постпанку. 1980 року ще один мельбурнський гурт — The Boys Next Door — переїхав в Лондона, де змінив назву на Birthday Party, згодом еволюціювавши в гурт Nick Cave and the Bad Seeds і ставши помітними представниками жанру. Постпанк став потужним джерелом натхнення для музикантів альтернативного року, які відзначали різноманітність звучання цього жанру, дзеркальним чином відбивши інтерес виконавців постпанку до музики нової хвилі.
Упродовж 1980-х альтернативний рок залишався андеграундним явищем. Хоча деякі пісні ставала мейнстримовими хітами, а окремі альбоми отримували високі оцінки з боку оглядачів популярних музичних медіа, таких як Rolling Stone, здебільшого жанр був представлений незалежними видавництвами, фензинами і студентським радіо. Для просування свого матеріалу альтернативні гурти організовували андеграундні концерти, постійно гастролювали і регулярно випускали малобюджетні платівки. У США слідом за першими представниками жанру почали формуватися нові гурти, внаслідок чого склався великий андеграундний рух, який пов'язав музичні спільноти у різних частинах країни. Хоча в 1980-х роках американські альтернативні музиканти не досягали високих фінансових показників, вони справили значний вплив на пізніших альтернативних виконавців і заклали основу для їхнього успіху. До 1989 року жанр став настільки популярним, що під час спільного американського турне гуртів New Order, Public Image Limited і The Sugarcubes їх виступи проходили на стадіонах.
Британський альтернативний рок спочатку відрізнявся від американського більшою близькістю до канонів поп-музики (це виражалося однаковою увагою як до просування як альбом, так і синглів, і більшою готовністю включати в свою музику елементи танцювальної клубної культури), а також акцентом на специфічно британських проблемах у текстах. У підсумку лише деякі британські альтернативні гурти досягли комерційного успіху в США. Починаючи з 1980-х альтернативний рок отримав широку ротацію на британському радіо, зокрема, його лобіювали такі ді-джеї як Джон Піл (який просував альтернативну музику на BBC Radio 1), Річард Скіннер і Енні Натінгейл. Виконавці, які мали культовий статус в США, зазвичай отримували частішу ротацію на британському радіо і увагу в музичній пресі, а багато альтернативних гуртів успішно просувалися в чартах.

#### Американський андеграунд 1980-х

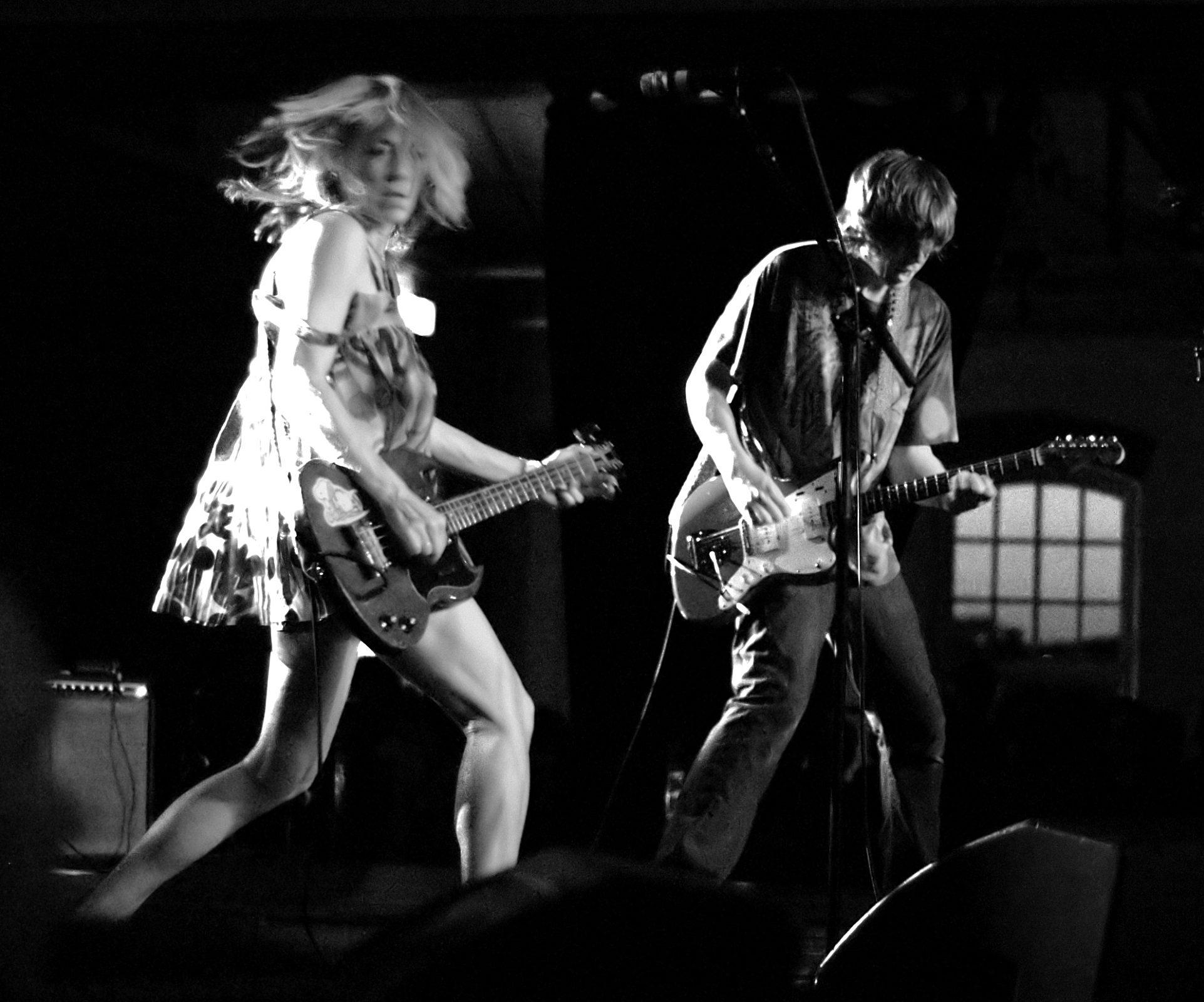
Sonic Youth вважаються піонерами альтернативного року. Музика гурту базується на т. зв. альт-ладі, з ефектами дисонансу і фідбеку. Експерти високо оцінювали новаторський стиль колективу, який змінив уявлення про можливості звучання гітари»

Перші американські альтернативні гурти, такі як Dream Syndicate, R. E. M., The Feelies і Violent Femmes — сполучали панк-рок, фолк і мейнстримову музику. На початку десятиріччя найбільший успіх мав гурт R. E. M. — їхній дебютний альбом Murmur (1983) потрапив до Top-40 чарту Billboard і спричинив появу численних послідовників, які грали дженгл-поп. Пейслі Андеграунд (піджанр дженгл-попу, який домінував на платівках) зародився в Лос-Анджелесі на початку 1980-х. У музичному плані він являв собою переосмислення музики 1960-х і містив психоделічні мотиви, пишні вокальні гармонії, гітарну взаємодію в стилі фольк-року, а також вплив панк — і андеграундної музики, наприклад, The Velvet Underground. 1980 року вийшов альбом Remain in Light, на якому гурт Talking Heads експериментував з фанком, авангардом і афробітом; запис був спродюсований Браяном Іно і містив інноваційні прийоми для того часу, такі як використання семплів, звукових петель і нестандартних інструментів, ставши надзвичайно впливовим релізом.
Американські незалежні лейбли — SST Records, Twin/Tone Records, Touch and Go Records і Dischord Records — були ініціаторами зміщення інтересу аудиторії від хардкор-панку, який в той час домінував на андеграундній сцені, до більш різноманітних стилів альтернативного року. Цей зсув ілюструє історія двох гуртів з Міннеаполіса — Hüsker Dü і The Replacements, що починали як панк-рок-колективи, але незабаром змінилися й стали більше мелодійними, що особливо помітно в їхніх альбомах «Zen Arcade» («Hüsker Dü») і «Let It Be» («The Replacements»), які вийшли 1984 року. Альбоми мали успіх і звернули увагу громадськості на альтернативний жанр. На думку письменника Майкла Езеррада, Hüsker Dü відіграли ключову роль у переході від хардкор-панку до більш гармонійної, різноманітної музики коледж-року, який стрімко формувався в той період. Азеррад писав: «Hüsker Dü відіграли величезну роль у тому, щоб переконати андерграундну спільноту, що мелодизм і панк-рок не виключають один одного». Hüsker Dü також першими з американських інді-гуртів підписали контракт з мейджор-лейблом, тим самим продемонструвавши, що коледж-рок може бути «життєздатним комерційним проектом». У свою чергу The Replacements замість політичних проблем сфокусувалися на більш проникливих текстах і грі слів, тим самим поклавши кінець низці андеграундних канонів; Азеррад зазначав, що «поряд з R. E. M. [The Replacements] був одним з небагатьох андеграундних гуртів, які подобалися мейнстримовій аудиторії».
Наприкінці 1980-х на американській альтернативній сцені співіснувало безліч різноманітних стилів, від химерного альтернативного попу (They Might Be Giants, Camper Van Beethoven) до нойз-року (Sonic Youth, Big Black, The Jesus Lizard) та індастріалу (Ministry, Nine Inch Nails). Приблизно тоді ж з'явилося ще кілька важливих представників жанру — Pixies (Бостон) і jane's Addiction (Лос-Анджелес). На Північному Заході США сформувався один з ключових піджанрів альтернативи — грандж, спочатку (до стрімкого зростання популярності на початку 1990-х) відомий як «Саунд Сіетла». Для гранджу було характерне нечисте, важке гітарне звучання, яке являло собою синтез хеві-металу і панк-року. Характерною особливістю представників жанру, яких розкручував головним чином сіетлський інді-лейбл Sub Pop, був непомітний одяг — фланелеві сорочки і армійські черевики, придатні до місцевої дощової погоди. Першими серед гранж-колективів визнання критиків домоглися гурти Soundgarden (у США) і Mudhoney (у Великій Британії).
Деякі альтернативні гурти почали записуватися на великих лейблах. Хоча перші гурти, які уклали такі угоди, — Hüsker Dü і The Replacements — не досягли значного комерційного успіху, команди, які взяли з них приклад, зокрема, R. E. M. і jane's Addiction, згодом випустили «золоті» і «платинові» диски, підготувавши ґрунт для подальшого прориву альтернативної музики. Деякі гурти, наприклад, Pixies, були дуже популярні за рубежем, тоді як на батьківщині їх продовжували ігнорувати.
У середині 1980-х альбом Hüsker Dü Zen Arcade, теми пісень якого були зосереджені навколо особистих проблем виконавців, сильно вплинув на інші хардкор-гурти. Під впливом цього у Вашингтоні виник новий напрям хардкору, що дістав назву «емо» — його характерною рисою були тексти пісень, які порушували особисті переживання автора (фронтмени виконували їх дуже емоційно й іноді навіть плакали), вільні асоціативні образи і сповідна манера. Першим емо-гуртом вважають вашингтонський колектив Rites of Spring, а ключовим лейблом для цього напряму — Dischord Records, засновником якого був колишній фронтмен гурту Minor Threat Ян Маккей.

#### Британські стилі і тенденції 1980-х
Готик-рок утворився із британського постпанку кінця 1970-х. Невдовзі жанр здобув репутацію «найбільш похмурої форми» андеграундної музики. Його звучання являло собою комбінацію гітар і синтезаторів, запозичену з постпанку, і створювало «гнітючу, депресивну, часто драматичну» атмосферу, а тексти зачіпали теми романтичної літератури, релігійної символіки, містики та патологій. Виконавці цього стилю не акцентують уваги на соціальних або політичних проблемах, віддаючи перевагу вишуканим ліричним образам і мелодраматизму. Основи напрямку, як прийнято вважати, заклав своєю музикою і текстами постпанк-гурт Joy Division. Однак першим твором власне в жанрі готик-року називають сингл «Bela Lugosi's Dead» колективу Bauhaus, випущений у 1979 році. У свою чергу «обтяжливо сумовитий» триптих гурту The Cure — Seventeen Seconds (1980), «Faith» (1981) і Pornography (1982) — і їхній magnum opus Disintegration (1989) розцінюють як одні з найвідоміших творів жанру і основу культового статусу гурту.
Найпопулярнішим з перших інді-рок колективів, що з'явилися в 1980-х роках, став гурт The Smiths з Манчестера. Музичний журналіст Саймон Рейнолдс виділяв The Smiths і їхніх американських сучасників R. E. M. як «два найважливіші альт-рок-гурти того часу»; за його словами, вони «були гуртами вісімдесятих тільки в тому сенсі, що були проти вісімдесятих». Рейнолдс зазначав, що «весь пафос The Smiths був зумовлений тим, що їхня британська аудиторія була втраченим поколінням, вигнанцями у власній країні». Звернення гурту до гітарної музики в період гегемонії синтезаторів експерти розглядали як свідчення кінця епохи нової хвилі і приходу у Велику Британію альтернативного року. Попри невисокі досягнення в чартах і короткий час існування, The Smiths справили значний вплив на британську інді-сцену наприкінці десятиліття, оскільки багато музикантів наслідували тематику текстів співака Морріссі і гітарну техніку Джонні Марра. 1986 року журнал NME (одне з передових британських музичних видань) випустив збірку C86, що складається з композицій гуртів Primal Scream, The Wedding Present та інших альтернативних виконавців. Він справив величезний вплив на розвиток як британської інді-поп, так і інді-сцени загалом.

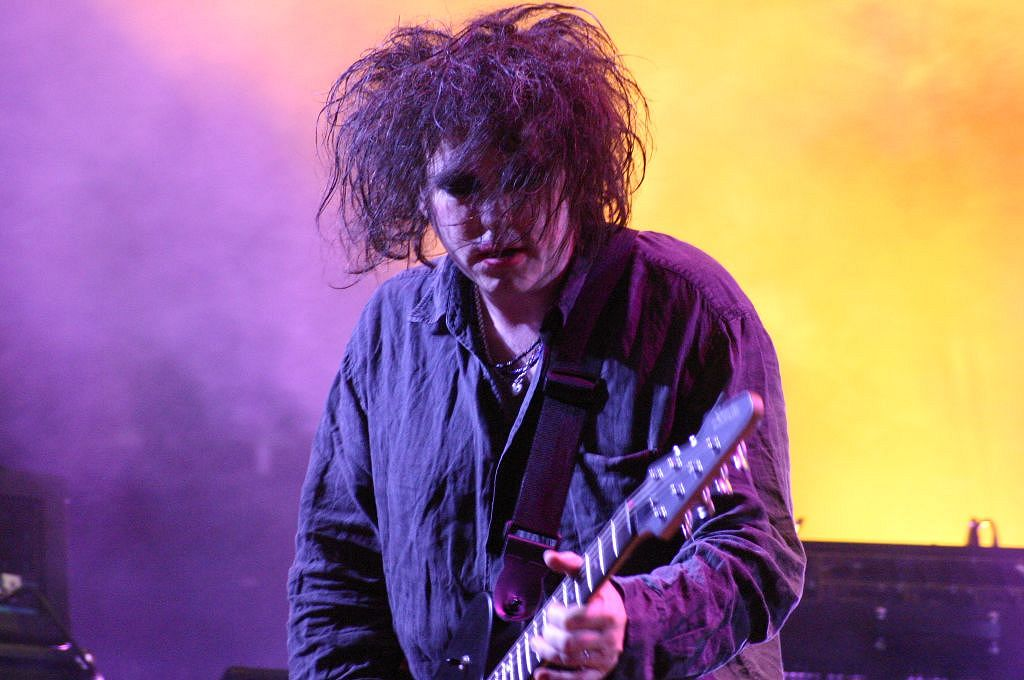
Роберт Сміт з The Cure відкидає жанрові ярлики, такі як «альтернатива», «готик-рок» або «коледж-рок», які регулярно навішували на його колектив. За словами музиканта: «Кожного разу, коли ми їздили до США, нас описували по-новому…
Я навіть не пам'ятаю, коли ми офіційно стали „альт-роком“»

Паралельно у Великій Британії розвивалося ще декілька форм альтернативного року. Так, гурт The Jesus and Mary Chain об'єднав у своїй творчості «меланхолійний нойз» The Velvet Underground з поп-мелодіями в дусі Beach Boys і продюсуванням у стилі «стіна звуку». Гурт New Order, що сформувався після розпаду Joy Division, експериментувала з техно і хаус-музикою. Паралельно з цим наприкінці 1980-х сформувався жанр шугейзинг, ключовий вплив на який справили The Jesus and Mary Chain поряд з Dinosaur Jr., C86 та дрим-попом у стилі Cocteau Twins. Назва жанру обігравала звичку виконавців дивитися в підлогу — точніше, на ноги — через необхідність перемикати численні педалі ефектів і модуляторів, замість взаємодії з аудиторією. Шугейзинг являв собою музику, мелодія і вокал в якій відходили на другий план, акцент же робили на довгих, гудливих рифах, дисторшні та фідбеку, які створювали т. зв. «стіну звуку» — однорідний гул, де неможливо було виділити якийсь окремий інструмент. Представники шугейзингу, такі як My Bloody Valentine і Slowdive, були улюбленцями британської музичної преси наприкінці 1980-х нарівні з медчестерським роком. При цьому шугейзинг залишився майже непоміченим у США через прорив у той же період альбому "Nevermind і викликаного ним грандж-ажіотажу. Однак шугейзинг домінував у британських чартах і пресі впродовж трьох років — до 1992-го, після чого популярність жанру пішла на спад. Причиною цьому став успіх гурту Suede, яка стала своєрідним ініціатором хвилі брит-попу у Великій Британії.
Більша частина медчестерської течії в рок-музиці вийшла зі стін манчестерського клубу Haçienda, що належав гурту New Order, і випускала свої записи на лейблі Factory Records. Медчестер був одним з домінантних музичних рухів у британському року кінця 1980-х — початку 1990-х років. Жанр поєднував у собі танцювальні ритми ейсід-хаузу і мелодійну поп-музику, а також монотонний біт і психоделічні мотиви. Матеріал базувався на стандартних пісенних формах, однак його аранжування та позиціювання були підкреслено сучасними — якщо в пісні були присутні елементи ретро-поп-музики, то це робилося у формі постмодерністських колажів. Одними з найбільш яскравих представників цього руху були гурти The Stone Roses і Happy Mondays з Манчестера. Стиль The Stone Roses являв собою традиційні гітарні поп-мелодії, сполучені з Беггі-бітом, і вважався своєрідним переосмисленням поп-музики 1960-х. На відміну від цього гурту, творчість Happy Mondays базувалася на семплах (як і реп, що набирав популярність), гурт запозичив приспіви у класичних рок-виконавців, таких як The Beatles і LaBelle, поміщаючи їх в контекст похмурих психоделічних ритмів. Попри відмінності в музичних підходах, обидва колективи пов'язував інтерес до ейсід-хаусу.
Окрім Happy Mondays і The Stone Roses, новий напрямок об'єднав гурти зі схожим звучанням, такі як The Charlatans та Inspiral Carpets. Упродовж кількох років жанр був надзвичайно популярний у Великій Британії, не останню роль в цьому відіграла рейв-культура, яка набувала популярності, і ажіотаж навколо танцювальної музики загалом. Втім, незабаром популярність медчестеру пішла на спад, основні колективи відчували проблеми з написанням матеріалу. Так, випущений через п'ять років другий альбом The Stone Roses отримав неоднозначні відгуки з боку преси. Публіцист Саймон Рейнольдс пояснив загальне розчарування тим, що «у відриві від культурного контексту, який надавав їм сенс, Roses перетворилися на ще один [пересічний] гурт». Happy Mondays розпалися 1993 року через проблеми з наркотиками у фронтмена Шона Райдера. Жанр не справив великого впливу в США за межами сфери альтернативного руху, однак послідовники медчестеру — гурти брит-попу — стали міжнародними зірками в середині 1990-х.

### Популяризація жанру в 1990-х роках
До початку 1990-х років великі представники шоу-бізнесу належним чином оцінили значний комерційний потенціал альтернативного року, у зв'язку з чим мейджор-лейбли почали активно залучати до співпраці представників цього жанру, підписавши багатомільйонні контракти з гуртами jane's Addiction, Red Hot Chili Peppers, Dinosaur Jr., Firehose і Nirvana. Зокрема, успіх R. E. M. став джерелом натхнення для інших альтернативних гуртів наприкінці 1980-х і початку 1990-х. Американський журнал Spin навіть ввів термін «Модель R. E. M.», що означав кар'єрні принципи, якими керувався гурт, що стали прикладом для інших андеграундних виконавців. У 1990-х роках R. E. M. випустили низку вкрай успішних альбомів і до кінця десятиліття стали одним із найпопулярніших гуртів у світі. Крім цього, з альтернативним роком стали експериментувати відомі медійні виконавці. Так, 1993 року вийшов альбом U2 Zooropa, на створення якого надихнула андеграундна електронна музика. Того ж року вийшов диск Songs of Faith and Devotion гурту Depeche Mode, який, навпаки, здебільшого спирався на гітарне звучання і темний ембієнт, на відміну від записаного у стилі альтернативного денсу альбому Violator, який передував йому. Девід Бові випустив лонгплей 1.Outside, музика якого навіяна жанром індастріал, після чого організував турне Outside Tour, в рамках якого гастролював з Морріссі і Nine Inch Nails.
Деякі авангардні виконавці набули додаткової популярності серед аудиторії альтернативного року після того, як стали співпрацювати з представниками цього напрямку. Наприклад, один з ключових виконавців експериментального року 1980-х Том Вейтс взяв участь у запису пісні гурту Primus, після чого випустив альбом Bone Machine, близький за звучанням до його новаторським дисків Rain Dogs і Swordfishtrombones. Лонгплей був високо оцінений музичною пресою і став лауреатом «Греммі» як найкращий альтернативний альбом. Окремі представники руху домоглися популярності за рахунок суміщення декількох жанрів. Яскравим прикладом є гурт Garbage, у чиїй музиці поєднувалися елементи тріп-хопу, гранджу, техно, павер-попу і шугейзингу.
Величезний успіх Nirvana у мейнстримовому середовищі дав поштовх популяризації альтернативного року загалом серед масової аудиторії. Вихід синглу «Smells Like Teen Spirit» з другого альбому гурту, Nevermind (вересень 1991), «ознаменував собою народження феномену грандж-музики». Завдяки постійній трансляції на MTV музичного відео на цю пісню продажі Nevermind до кінця року перевищили 400 000 копій. Успіх платівки став несподіванкою для музичної індустрії. Десять років по тому критик Ерік Олсен писав, що Nevermind не лише популяризував грандж, але й остаточно підтвердив культурну і комерційну спроможність всього альтернативного року. На думку Майкла Азеррада, Nevermind символізував «реформування рок-музики» — хейр-метал, який домінував у року до цього, став стрімко втрачати популярність, поступившись місцем автентичній та культурно значущій музиці.
Популярність Nevermind змусила комерційні радіостанції більш терпляче ставитися до альтернативної музики, зокрема, відкривши ефір для важчих колективів. Завдяки приголомшливої успіху альбому жанр вийшов на авансцену музичного життя — звукозаписні компанії, збиті з пантелику загальною істерією, прагнули підлаштуватися під ситуацію і отримати максимальну вигоду з нової тенденції, борючись один з одним за виконавців. 1993 року газета New York Times присвятила цій ситуації статтю: «Альтернативний рок більше не виглядає альтернативним. У кожного великого лейблу є кілька гуртів, орієнтованих на гітарну музику, в безформних сорочках і зношених джинсах, гуртів з поганою поставою і хорошими рифами, які культивують двозначність та недосказаність, маскують запам'ятовувані мелодії шумом і приховують майстерність за пофігізмом». Втім, для багатьох альтернативних музикантів популярність була тягарем і вони відкидали успіх, оскільки це суперечило їхній бунтарській філософії, прихильності до ідеології DIY, популярної в жанрі до того, як він потрапив у мейнстрим, і власним уявленням про художню чесність.

## Стилі альтернативного року

### Грандж

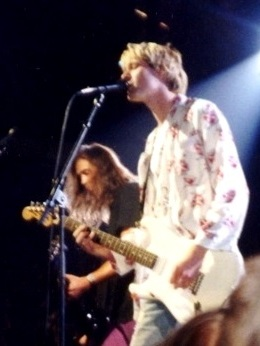
Небувалий успіх платівки Nevermind грандж-гурту Nirvana, став однією з причин прориву альтернативного року в мейнстрим

Згодом низка гранж-виконавців повторили успіх Nirvana. Так, гурт Pearl Jam випустив свій дебютний Ten за місяць до релізу Nevermind, однак його продажі почали рости лише рік по тому. До другої половини 1992 року Ten отримав «золотий» статус і піднявся до другого місця в чарті Billboard 200. У свою чергу диски Badmotorfinger (Soundgarden), Dirt (Alice in Chains) і Core (Stone Temple Pilots), а також платівка гурту Temple of the Dog — спільного проекту музикантів Pearl Jam і Soundgarden — теж увійшли до ста найбільш продаваних альбомів 1992 року. Мейнстримовий прорив цих гранджових виконавців спонукав журнал Rolling Stone назвати Сіетл «новим Ліверпулем», натякаючи на аналогії з рідним містом гурту The Beatles, які були лідерами т. зв. «британського вторгнення». Більшість сіетлських гуртів підписали контракти з великими лейблами звукозапису, а в місті почався приплив гуртів другої хвилі в надії на повторення успіху.
Водночас критики стверджували, що вихід на широку аудиторію руйнує самобутність гранджу, перетворює його на соску і дискредитує жанр. У статті 1993 року газета Entertainment Weekly так висловилася щодо цього: «Подібної експлуатації субкультури не було відтоді, як ЗМІ відкрили хіпі в 60-х роках». У свою чергу редакція New York Times порівняла «гранджове божевілля Америки» з масовим маркетингом панк-року, диско і хіп-хопу в попередні роки. Через свою популярність жанр став викликати негативну реакцію в творчому середовищі Сіетла. Наступний свій диск In Utero (1993) Nirvana цілеспрямовано створювала в більш сирому стилі, який басист гурту Кріст Новоселіч описав як «дикий агресивний звук, справжній альтернативний запис». Попри погіршення стилю, диск дебютував на першому місці чарту Billboard. Другий альбом гурту Pearl Jam — Vs. (1993) — також продемонстрував високі комерційні показники, очоливши Billboard і відзначившись тиражем в 950 378 копій за перший тиждень після виходу.
На хвилі популярності гранджу матеріал деяких британських рок-гуртів почали порівнювати з цим жанром, іноді навіть відносячи їх до нього. Так, низка музичних експертів вбачає у другому альбомі гурту Manic Street Preachers, Gold Against the Soul, вплив цього стилю. Втім, самі музиканти залишилися незадоволені результатом і згодом назвали лонгплей своїм найбільш неулюбленим записом через відхід від ідеалів і переконань свого першого релізу (близького до заполітизованого панку The Clash) і надто комерційного звучання. Проте звучання третього диску групи — The Holy Bible — вже безпосередньо порівнювали з останньою платівкою Nirvana, In Utero, підкреслюючи схожість тематичного змісту альбомів і їхню похмуру атмосферу, що вкрай засмутило музикантів і що вони потім довго спростовували. Згодом гурт став записувати легший матеріал, близький до бріт-попу, на що не в останню чергу вплинула загибель одного з основних авторів колективу Річі Едвардса в 1995 році.

### Бритпоп
Через зниження інтересу до медчестеру і шугейзингу британські ЗМІ на початку 1990-х років здебільшого приділяли увагу американському гранджу, відсуваючи на другий план місцевих представників альтернативної музики. Реакцією на це стала поява хвилі нових британських колективів, чиєю метою було „позбутися гранджу“ і „оголосити війну Америці“, завоювавши увагу місцевої публіки і преси. Новий жанр дістав назву „бритпоп“, і його швидкий розквіт по суті став британським еквівалентом гранджового буму. Завдяки його ключовим представникам — Pulp, Blur, Suede та Oasis — альтернативний рок набув у Британії масової популярності і піднявся на верхні рядки місцевих чартів. У музичному плані брит-поп являв собою спадщину британської гітарної музики 1960-х і 1970-х років, особливо орієнтуючись на досвід „британського вторгнення“ (The Beatles, Kinks), модів (The Who, The Small Faces), глем-року (Девід Бові, T. Rex, Roxy Music), панку і нової хвилі (The Jam, The Buzzcocks, Wire, Madness, XTC, Squeeze і Елвіс Костелло).
1993 року вийшов дебютний диск гурту Suede, який був добре зустрінутий пресою і став своєрідним каталізатором руху бритпопу, рік по тому відбувся реліз ще успішніших альбомів — Parklife (Blur) і Definitely Maybe (Oasis). У 1995 році популярність жанру досягла своєї кульмінації у формі так званої „Битви бритпопу“ — конкуренції за перші місця в чартах між гуртами Blur і Oasis після одночасного виходу їхніх синглів. Blur вийшли переможцями з цього „поєдинку“, проте вже того ж року Oasis обійшли їх за популярністю, випустивши надуспішний альбом (What's the Story) Morning Glory?, який посів третє місце серед найбільш продаваних дисків в історії Сполученого Королівства і перетворив гурт на зірок за океаном. На хвилі успіху бритпопу утворилось безліч схожих за звучанням колективів, серед яких найбільшої популярності досягли Elastica, Supergrass, The Verve і The Boo Radleys.

### Інді-рок/поп/фолк

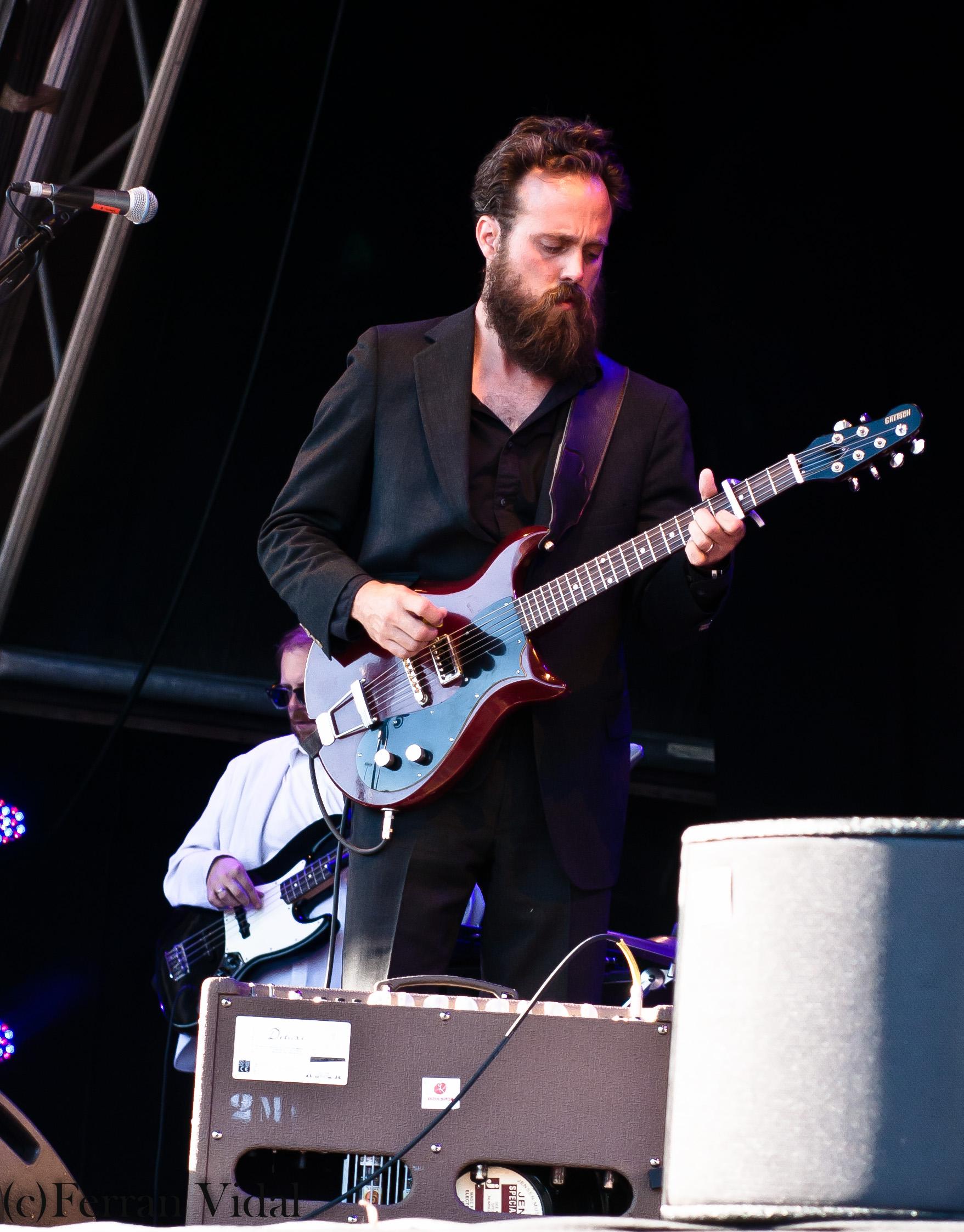
Один з найуспішніших інді-фольк-музикантів Iron & Wine (Семюел Бім) поєднує в своїй творчості як електро, так і акустичну музику

Інді-рок, який довгий час був не більш ніж синонімом альтернативного року в США, став самостійним жанром після прориву гурту Nirvana. Інді-рок підносився як протест проти поглинання мейнстримом альтернативних виконавців і залучав музикантів, які не бажали широкої популярності і ставилися насторожено до мачоїстської естетики шоу-бізнесу. Попри те, що музиканти жанру інді поділяли неприйняття комерціалізації, характерне для панк-року, їм не було потреби однозначно протиставляти себе масовій культурі, оскільки, за усталеною думкою, „і без того практично неможливо поєднати різнопланові музичні підходи інді-року з мейнстримовими тенденціями“.
Інді-поп являв собою більш мелодійний, менш галасливий і меланхолійний аналог інді-року. Жанр демонструє м'якший, мелодійніший бік андеграундної музики, приділяючи більше уваги гармоніям, аранжуванням і ліриці. Інді-поп охоплює безліч напрямів: від пихатої оркестрової (чеймбер-поп) та камерної музики до примітивної простоти nві-попу. Втім, для цього жанру в цілому характерний пріоритет текстів пісень, а не звуку, і хоча, як і інді-рок, він поділяє панківську естетику DIY, для цього напряму не характерні нігілістична філософія панку і його грубий звук. Серед найвідоміших представників інді-попу фігурують The Vaselines, Stereolab, Saint Etienne і The Cardigans.
Інді-фолк сформувався у 1990-х роках, коли низка андеграундних виконавців почали додавати до своєї музики фолк-мотиви. Жанр став відомий завдяки таким музикантам, як Елліотт Сміт і Вілл Олдем, але серйозний інтерес до цього напрямку виник лише в наступному десятилітті, коли інді-фолком зацікавилися провідні андеграундні лейбли. У 2000-х жанр розширився і став охоплювати ширший спектр музики: від нео-кельтського фолку (The Decemberists) до індіанських гармоній (Fleet Foxes). Змін зазнав також стилістичний зміст музики, яка увібрала в себе як акустичні балади, так і електричні рок-композиції, хоча зберегла незмінним свій фолковий базис. Втім, більшість виконавців інді-фолку зберегли традиційні зв'язки з роком і продовжують виступати на рок-фестивалях.
Такі гурти, як Pavement, Superchunk, Fugazi, Porcupine Tree і Sleater-Kinney, а також лейбли Matador Records, Merge Records і Dischord Records домінували на американській інді-сцені більшу частину 1990-х. У цей же період у Британії виділялися такі колективи, як Placebo, Stereophonics і Keane. Одним з головних напрямів у інді-року 1990-х був лоу-фай. Рух, який зосередився на записі та поширенні музики на низькоякісних аудіокасетах, з'явився ще в 1980-х роках, однак був нішевим жанром. Лише в 1992 році вів набув популярності у США завдяки гуртам Pavement, Guided by Voices і Sebadoh. Згодом такі виконавці як Бек Гансен і Ліз Фер закріпили успіх жанру, ставши частиною мейнстриму. У цей же період серед авторів-виконавців з'явилася плеяда жінок, творчість яких була присвячена їхньому внутрішньому світові. Крім вищезгаданої Ліз Фер, до їх числа можна зарахувати Лінду Томас, Пі Джей Гарві (Rid of Me), Торі Еймос (Little Earthquakes), Бйорк (Debut) і Аланіс Моріссетт (Jagged Little Pill). Серед сольних музикантів також виділяється Джеф Баклі, чий єдиний лонгплей Grace завоював найвищі оцінки від музичної преси.

### Готик-рок і дарквейв
Готик-рок є відгалуженням постпанку і здобув репутацію найбільш похмурого виду андеграундного року, хоча в нинішній час це більшою мірою зумовлено візуальною складовою — театральністю і схильністю виконавців до чорного вбрання. У міру зростання популярності готик-року його візуальна складова ставала все більш епатажною (з упором на макіяж і стилістично витриманий одяг), і одночасно еволюціювало звучання. Наприклад, такі колективи як The Cure, Siouxsie and the Banshees і The Mission UK внесли в свою музику елементи синт-попу і альтернативного року, а гурти The Sisters of Mercy, Fields of the Nephilim і Christian Death, навпаки, „обтяжили“ звучання хеві-металевими елементами. До кінця 1980-х років готик-рок у своєму первісному розумінні перестав існувати — його музика набула нових форм і продовжувала впливати на інші піджанри року. У 1990-х звучання жанру вплинуло на індастріал, а також на суміжні стилі хеві-металу, зокрема блек-метал і альтернативний метал.
У 1990-ті роки народився дарквейв, який представляв собою гібрид готик-року з елементами сінті— і дрим-попу. Цей стиль, який вирізнявся набагато більш похмурою і витонченою музикою, ніж у схожих піджанрах готичного спрямування, таких як індастріал-денс, був сформований звучанням таких груп, як Clan of Xymox і Psych. Друга хвиля дарквейв-виконавців — Dead Can Dance і In the Nursery — привнесла в жанр відтінки класичної музики і середньовічних мотивів, а такі гурти як Die Form і Lycia додали до звучання дарквейву елементи ембієнту та авангарду. Наприкінці 90-х років новий поштовх жанру дали успіхи таких колективів як Black Tape for a Blue Girl і Switchblade Symphony. Хоча деякі виконавці дарквейву співпрацювали з лейблами Metropolis Records і Cleopatra Records (переважно працювали з індастріалом), головним видавцем музики цього напряму стала фірма Projekt Records Сема Розенталя, що випустила на початку XXI століття найбільш впливові записи таких гуртів як Love Spirals Downwards (етереал-вейв), Unto Ashes (мадригал) і Voltaire (дарк-кабаре). Більша частина готичної музики так чи інакше потрапляє під визначення дарквейву, цей стиль віддзеркалився в творчості Das Ich, Deine Lakaien, Lacrimosa, Goethes Erben, The Cure, Cocteau Twins, Skinny Puppy, Laibach та інших готик-гуртів. Ненсі Кілпатрік вважає цей жанр американською відповіддю стилю етереал-вейв, який сформувався в Європі.

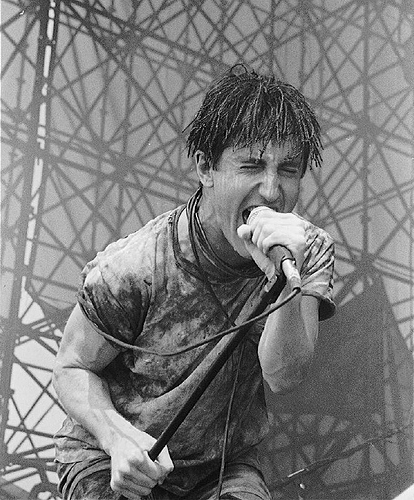
Трент Резнор на першій „Лоллапалузі“ — фестивалі, який став кульмінацією буму альтернативи в 1990-х

### Індастріал
Індастріал являє собою найбільш грубий і агресивний сплав року та електронної музики. Жанр сформувався у середині 1970-х на основі експериментів в області авангардної електронної музики (т. зв. магнітофонної та конкретної музики, а також дослідів з білим шумом, синтезаторами, секвенсерами та ін) і провокативності панку, що набував популярності в той період. У міру розвитку напрямку його авангардна складова ставала менш значною, акцент зміщувався на ударні інструменти, перкусію і динамічний біт в стилі „відбійного молотка“. Таким чином індастріал фактично перетворився на альтернативу мейнстримовій танцювальній музиці, такій як диско. Характерною особливістю музики цього жанру був різкий, механічний, монотонний звук, який віддзеркалював тематичний зміст його пісень — відчуження і моральний занепад. Індастріал-гурти першої хвилі — британські Throbbing Gristle і Cabaret Voltaire, а також німецький Einstürzende Neubauten організовували на своїх концертах провокаційні перформанси, які містять елементи членоушкодження і садомазохізму поряд з використанням тоталітаристських символів і образів. Друге покоління виконавців — Skinny Puppy, Front 242 і Nitzer Ebb — дещо знизило епатаж, додавши до жорсткого звучання своїх попередників танцювальні ритми і тим самим створивши основу для стилю, що дістав назву EBM. Представники цього стилю зосередилися навколо таких інді-лейблів як Wax Trax!. З іншого боку, такі гурти як Ministry і KMFDM поєднали свою музику з металевими рифами, тим самим досягнувши успіху серед шанувальників хеві-металу кінця 1980-х — початку 1990-х. У свою чергу Трент Резнор скомбінував звучання свого проекту — Nine Inch Nails — з традиційними пісенними структурами, а також привніс у тексти тему особистих душевних переживань, що надало його взаєминам з аудиторією відтінку інтимності і зробило з Резнора рок-зірку. Втім, попри успіх окремих індастріал-колективів у широкої публіки, більша частина цього руху зберегла свій андеграундний статус. Упродовж 1990-х років індастріал справляв істотний вплив на розвиток альтернативного металу. Однак після того як інтерес до індастріал-металу почав знижуватися, найбільш популярним став інший піджанр напряму — індастріал-денс (термін, введений для опису творчості гурту Cabaret Voltaire), який мав успіх серед андеграундних колективів Німеччини та США. Наприкінці десятиліття багато піонерів індастріалу стали експериментувати з цим стилем.

### Нойз-поп та дрім-поп
Нойз-поп являє собою поп-музику з підкреслено жорстким і дисонансним звучанням, якого досягають за допомогою спотворення звуку такими ефектами, як дисторшн і фідбек. Жанр займає проміжне місце між баблгам-попом і авангардом — на стику звичного попу і білого шуму. Музика цього стилю, де мелодія звучить на тлі дисонансних гітарних пасажів, часто створює у слухача відчуття схоже на наркотичний туман, однак зустрічаються також яскраві і динамічні композиції. Нойз-поп бере свій початок у 1960-х, коли гурт The Velvet Underground експериментував зі зворотним зв'язком і дроуном. Згодом найбільш відомими з колективів цього напряму стали Sonic Youth і Dinosaur Jr., які об'єднали стандартні пісенні структури з багатошаровими гітарами і дисторшном. Першим справжнім нойз-поп-гуртом вважають The Jesus and Mary Chain, чий новаторський дебютний альбом 1985 року Psychocandy значною мірою став орієнтиром для всього стилю. Приблизно в той же період сформувалась команда Yo La Tengo, яка стала одним з найбільш плідних колективів цього жанру. Наприкінці 1980-х нойз-поп став головним джерелом натхнення для британського шугейзингу, виконавці якого орієнтувалися на більш вдумливі тексти й більш витончені мелодії. Втім, упродовж 1990-х нойз-поп продовжував залишатися одним з найвпливовіших стилів інді-рок-руху.
В основу концепції музики дрім-попу поставлені мелодія і звукові текстури, як в інструментальному, так і у вокальному відношенні. Для цього жанру характерне оброблене звучання синтезаторів і електрогітар (останніх — з ефектом ехо), а також спів вокалістів субтоном. Хоча лідерами жанру вважаються Cocteau Twins з їх відстороненим електронним звуковим ландшафтом, дрім-поп являє собою більш різноманітний музичний напрям. Так, у цьому напрямку виділяються гурт Galaxie 500, музика яких навіяна гітарним роком The Velvet Underground, My Bloody Valentine, чий перший альбом наповнений гучним мелодійним фідбеком на стику нойз-попу і шугейзингу. У свою чергу, ще один ключовий гурт руху — Mazzy Star — виділявся на тлі своїх колег елементами психоделічного року. Звучання колективу характеризували блюзові та фолкові гітарні мотиви, пропущені через ефект фуззу, а також відсторонений голос вокалістки, Хоуп Сандовал, наповнений „дисоціативною тугою“.

### Постгранж, построк і постхардкор
Упродовж другої половини 1990-х років грандж став витіснятися постгранджом. У музиці багатьох представників цього піджанру вже були відсутні андеграундні елементи прабатька, і в основному вони орієнтувалися вже на мейнстримову версію гранджу — „форму інтровертного, серйозного хард-року, яка мала широку популярність“; багато постгранджових гуртів наслідували загальні принципи звучання і стиль гранджу, „але не обов'язково індивідуальні особливості первинних виконавців“. Постграндж був більш комерційно життєздатним жанром, його адепти знизили кількість дисторшна в своїй музиці, підвищивши якість продюсування для більш прийнятного радіо-формату. Спочатку термін „постграндж“ використовувався як презирливий ярлик щодо груп, які наслідували гранджове звучання в період, коли жанр був на піку своєї популярності. Колективи називали так, щоб продемонструвати вторинність їхньої творчості і підкреслити комерційну сутність постгранджу в порівнянні зі „справжнім“ рок-рухом. Гурти Bush, Candlebox і Collective Soul зарахували до постгранджу фактично в вигляді образи, за словами публіциста Тіма Грірсона, „маючи на увазі, що, не бувши самостійним музичним рухом, вони стали розважливою, цинічною реакцією на закономірні стилістичні зміни в рок-музиці“. Наприкінці 1990-х постграндж видозмінився, що виразилося в появі таких колективів як Creed, Shinedown і Nickelback.
Построк сформувався звучанням альбомів Laughing Stock (Talk Talk) і Spiderland (Slint), які вийшли 1991 року. У музичному плані він запозичив елементи багатьох жанрів, включаючи краут-рок, прогресивний рок і джаз. При цьому построк ігнорував або порушував більшість канонів року і часто містив компоненти електронної музики. Назву жанру придумав музичний журналіст Саймон Рейнольдс у 1994 році і вперше застосував до творчості колективу Bark Psychosis, який слідом за Talk Talk експериментував з ембієнтом, а широко відомим цей напрям зробив альбом Millions Now Living Will Never Die чиказького гурту Tortoise, що вийшов 1996 року. Построк став провідною формою експериментальної рок-музики в 1990-х, представники цього жанру укладали контракти з такими лейблами, як Thrill Jockey, Kranky, Drag City і Too Pure. Споріднений з ним жанр, математичний рок, досяг піку своєї популярності в середині 1990-х. порівняно з построком математичний рок містив більше традиційних для року елементів і спирався на складну ритмічну структуру і негармонійні рифи. До кінця десятиліття построк замість інтересу став викликати у масової аудиторії негативну реакцію через його „безпристрасну інтелектуальність“ і зростальну передбачуваність. Нова хвиля построк-гуртів, таких як Godspeed You! Black Emperor і Sigur Rós, згодом розширила звучання жанру.
У середині 1980-х років кілька американських гуртів, творчість яких була натхненна DIY-філософією і важким звучанням хардкор-панку, стали родоначальниками пост-хардкору. Їхня музика виділялася на тлі попередників складнішою структурою і мелодією, які, зазвичай виходили за межі канонів класичного хардкору, який на AllMusic описують гаслом «чим голосніше і швидше, тим крутіше». Гурти постхардкору не обмежувалися у своїй творчості трьома акордами, складаючи мелодії в більш креативному ключі, на відміну від різкого і брутального матеріалу оригінального хардкору. Крім того, багато хто з вокалістів цього напрямку часто відходив від традиційних для хардкору скримінгу і гроулінгу, співаючи свої тексти впівголоса. Значний вплив на формування цього жанру справив постпанк кінця 1970-х — початку 1980-х років: Gang of Four, Public Image Ltd, Joy Division і Wire. Деякі ранні колективи постхардкору, такі як Fugazi і Quicksand, спочатку були виконавцями традиційного хардкору, проте з плином часу вирішили урізноманітнити своє звучання. Найбільш впливові спільноти постхардкору базуються в Чикаго та Вашингтоні, стиль став особливо популярний наприкінці першого десятиліття XXI століття. Найбільш відомими гуртами цього напряму є Rollins Band, The Jesus Lizard, Jawbox і Enter Shikari, провідним лейблом — Dischord

### Альтернативний метал
Альтернативний метал розглядають як синтез альтернативного року та хеві-металу, проте, на думку деяких експертів «альт-метал — це широке поняття, яке використовувалося для опису всього підряд, від Hammerlock і Neurosis до Ministry і Limp Bizkit». За словами Кору Дайтермана з Houston Press, жанр являв собою «компроміс для тих, для кого [музика] Nirvana не була досить важкою, а [музика] Metallica — занадто важкою». Згідно зі ще однією спробою визначення, альтернативний метал спочатку був «стилем, об'єднаним нонконформістським почуттям, а не якимось звучанням, яке легко класифікувати». Однією з основних характеристик альтернативного металу є спотворений звук в пониженому строї, а також середньотемпові рифи, зіграні технікою приглушення струн долонею (т. зв. «chug—riffs»), тоді як гурти фанк-металу використовували більш традиційні рифи. Ще однією особливістю жанру вважають чистий і мелодійний вокал, що виділяє його серед низки інших піджанрів хеві-металу. Втім, пізніші колективи напряму також експериментували зі скримінгом і гроулінгом, а голоси деяких виконавців ню-металу описували як «біполярний вокал» (Korn і Deftones).
Витоки жанру можна простежити у фанк-року початку і середини 1980-х, коли альтернативні гурти, такі як Fishbone, Faith No More і Red Hot Chili Peppers, почали поєднувати у своїй музиці фанк з хеві-металом, тим самим сформувавши фанк-метал. Інші виконавці альтернативного металу починали свою кар'єру з хардкор-панку. Музичні експерти вважають піонерами альтернативного металу гурти Faith No More, jane's Addiction і Soundgarden, причому всі три колективи з'явилися приблизно в один і той самий час, комбінуючи хеві-метал з іншими стилями у другій половині 1980-х і створивши своїм звучанням музичні канони цього жанру. Протягом 1980-х років основною аудиторією альтернативного металу були прихильники альтернативного року, оскільки майже всі гурти цього напряму були вихідцями з андеграундної рок-сцени. У свою чергу, поява і популяризація гранджу на початку 1990-х вплинули на зростання інтересу до альтернативного металу з боку мейнстримової аудиторії, і незабаром цей музичний напрям став найбільш популярним металевим стилем, зберігаючи провідні позиції протягом усього десятиліття.
Хоча низка виконавців висловлювали невдоволення з приводу їх класифікації як альтернативного металу, до цього жанру було зараховано багато колективів суміжних стилів. За словами Сабі Райс-Кулкарні з Pitchfork Media, «такі колективи, як Faith No More, Soundgarden, Primus, Helmet, Rollins Band і десятки інших спочатку просувалися як квазі-металеві гурти. Це стало можливо тільки в умовах, коли звукозаписні компанії, журналісти і діджеї коледж-радіостанцій почали усвідомлювати, що металева аудиторія була готова до нових, хоч і більш незвичайних варіацій цього жанру». Істотну роль у просуванні альтернативного металу зіграв фестиваль Lollapalooza, на якому в перші роки проведення виступили ключові колективи цього руху. Випущений 1993 року альбом Undertow зробив гурт Tool лідером альт-металевої сцени; успіх колективу, чиє звучання було навіяно прогресивним металом, у середині 1990-х років сприяв популяризації інших гуртів цього руху, пов'язаних із суміжними піджанрами — індастріал-металом (Nine Inch Nails) і реп-роком (Rage Against the Machine). Згодом багато хто з корифеїв метал-руху 1980-х, випустили записи, натхненні звучанням альтернативного металу, серед них були такі колективи як Anthrax, Metallica і Mötley Crüe.
У 1996—1997 роках «хвиля альтернативного металу на чолі з Tool» почала еволюціонувати в ню-метал. Цей напрямок являв собою більш агресивний різновид альтернативного металу, музика якого відчувала вплив таких стилів як хардкор-панк, треш, індастріал і хіп-хоп. Це призвело до більш суворої стандартизації звучання, на відміну від музики відносно некласифікованих альт-металевих гуртів попередніх років. Дебютний альбом гурту Korn вважають першим релізом в цьому жанрі; саме після того, як Korn у 1993 році з'явилися на альт-металевій сцені, вона «трансформувалася в ню-метал, як свого часу коледж-рок став альтернативним роком». Наприкінці 1990-х — на початку 2000-х ню-метал зайняв провідну позицію у всьому металічному напрямку, переважаючи в мейнстримі. Втім, багато виконавців, яких вважають частиною цього руху, намагалися дистанціюватися від такої класифікації, що зокрема стосується гурту Tool. Згодом деякі ню-металеві-колективи ще більше розсунули музичні межі жанру: так, гурт Mudvayne додав до своєї музики прогресивні елементи, а матеріал Deftones містив відсилання до пост-хардкору і дрім-попу. При цьому низка виконавців ню-металевого періоду — таких, як System of a Down, Godsmack, Karnivool і Deftones — як і раніше передусім характеризуються як альт-металеві гурти через відсутність специфічних елементів, що асоціюються з ню-металом. 2016 року Джейсон Геллер з журналу Vice написав: «термін „альтернативний метал“ все ще спливає час від часу, але нині сенсу в ньому не більше, ніж у терміні „альтернативний рок“. Тепер це пережиток. Однак коротка, смутна епоха альтернативного метала кінця 1980-х — початку 1990-х залишається символом яскравого часу, коли нове нахабне покоління гуртів, які тяжіють до важкого металу, вирішило спробувати різні стилі і подивитися, що вийде».

### Альтернативна танцювальна музика і тріп-хоп

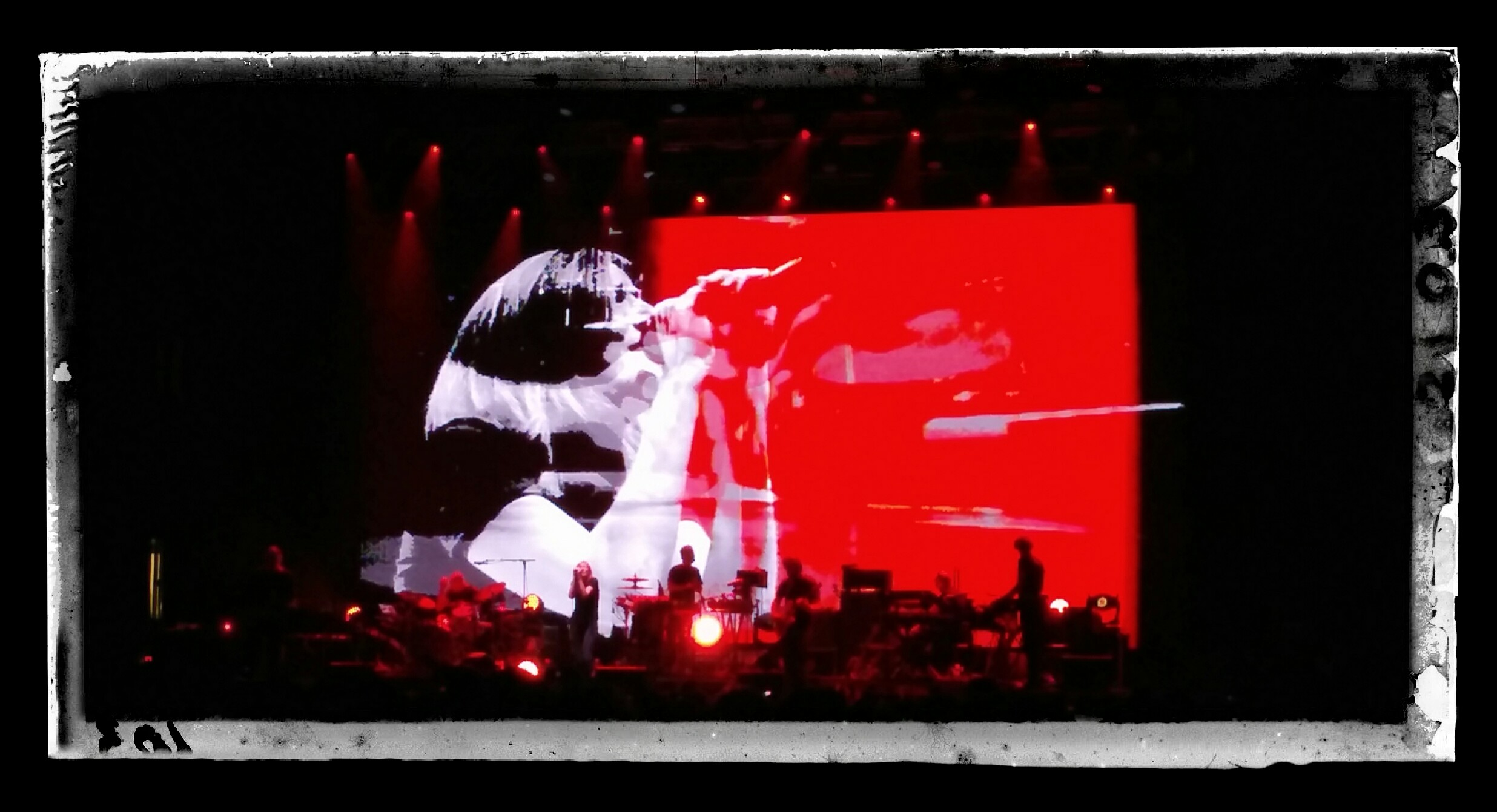
Виступ гурту Portishead, чий альбом Dummy названо одним з найвизначніших дебютних записів 1990-х

Альтернативна танцювальна музика (У Сполучених Штатах поширені назви «Андеграундний денс» або «Альтернативний денс») являє собою поєднання «андеграундних настроїв і мелодійної пісенної структури альтернативного та інді-року з електронними ритмами, синтезаторами та/або семплюванням і клубною орієнтацією танцювальної музики епохи пост-диско». Альтернативний денс зазвичай спирається на клубну культуру, вбираючи в себе елементи таких стилів як синт-поп, хауз і тріп-хоп. Музиканти, що працюють в цьому жанрі, зазвичай створюють свій індивідуальний стиль, в якому змішані елементи й інших музичних напрямків. Виконавці альтернативного денсу справили значний вплив на формування медчестеру в 1980-х роках, а також тріп-хопу і рейву в 1990-х, зазвичай вони записувалися на незалежних лейблах. Піонером цього напряму вважають гурт New Order, в музиці якої поєднувався постпанк з синт-попом в дусі Kraftwerk. The Prodigy і The Chemical Brothers, в свою чергу, є головними представниками альтернативної танцювальної музики на британській сцені 1990-х років. Альбом The Fat of the Land The Prodigy є яскравим прикладом жанру. На початку 2000-х років був введений термін електроклеш, яким описували музику таких гуртів як Fischerspooner і Ladytron, звучання яких було дуже схоже на альтернативну танцювальну музику через поєднання елементів нової хвилі та електроніки.
Музика тріп-хоп містить елементи різних музичних стилів — суміш експериментального хіп-хопу, джазу, дабу, року, соулу та деяких інших. Для тріп-хопу характерний доволі повільний темп, виразні бас-партії, а також використання семплів старих композицій (переважно джазових, естрадних і соулу). Крім того, жанр виділяється загальною депресивною атмосферою і відчуженістю вокальних партій. Іноді як вокал використовують речитатив, який вимовляють приглушеним голосом або навіть пошепки. Перші випадки вживання терміна «тріп-хоп» припадають на 1989 рік, хоча в пресі термін прижився лише через п'ять років, в огляді продукції лейблу Mo 'Wax Енді Пембертона з журналу Mixmag. Публіцист вжив цей термін, описуючи сингл музиканта DJ Shadow «In/Flux»: на його думку, змішаний темп треку, уповільнений біт, дивні шуми, акцентована басова партія, а також семпли струнних інструментів і людських голосів справляли враження «музичного тріпу». Як музичний стиль тріп-хоп зародився в околицях Бристоля на початку 1990-x, під час зльоту популярності хіп-хопу і хауз-музики. У Бристолі на той момент вже існувала розвинена субкультура любителів регі і дабу. Ді-джеї, брейкдансери і художники графіті об'єднувалися в підпільні саунд-системи. Характерною рисою бристольських діджеїв було використання розмірених, плавних, «важких» бітів — спадщина даб-музики. Однією зі знакових саунд-систем стала Wild Bunch, до якої, крім інших, належали Tricky, Неллі Гупер, Роберт Дель Наджа, Daddy G, Ендрю Ваулз (останні троє — з Massive Attack). У міру розвитку культури тріп-хопу стиль відійшов від оригінального «саунд-системного» звучання, змістившись у бік ейсид-джазу, брейкбіту, дабстепу та інших суміжних жанрів.

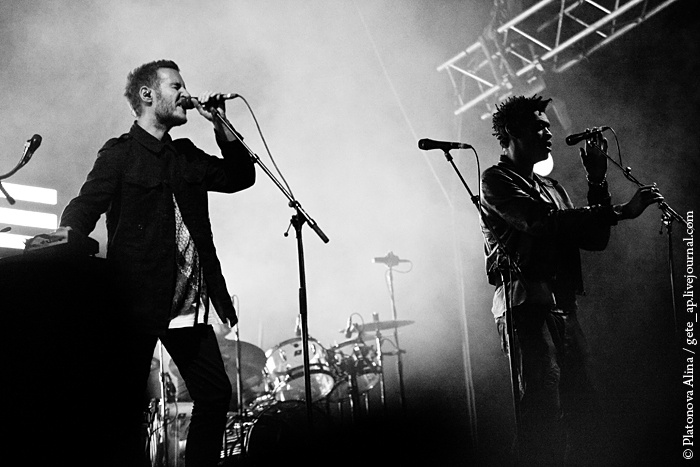
Massive Attack — один з найвідоміших колективів жанру тріп-хоп

Проривом жанру в мейнстрим став дебютний лонгплей гурту Massive Attack Blue Lines (1991), який став надзвичайно популярним у Великій Британії. Наступний альбом Massive Attack, Protection, вийшов 1994 року, закріпивши «зоряний» статус колективу. Крім цього, в 1994 році відбувся реліз першого альбому Portishead — Dummy. Відмінною рисою цього гурту стало поєднання похмурою, побудованої на ретро-джазових семплах інструментальної складової в дусі ранніх Massive Attack і скорботного, крихкого вокалу Бет Гіббонс. 1995 року Dummy був нагороджений Mercury Prize. Того ж року вийшов Maxinquaye — дебютний сольний диск Tricky, одного з учасників Massive Attack, який закріпив успіх жанру в медійному просторі. Рік по тому відбувся реліз новаторської платівки Endtroducing… DJ Shadow, яка повністю складається з семпльованих композицій. Запис отримала захоплені відгуки в музичній пресі, де писали, що «автор звів семплювання в ранг мистецтва». 1998 року вийшов ще один знаковий альбом цього музичного напрямку — Psyence Fiction проекту UNKLE, записаний за участю DJ Shadow, а також таких відомих вокалістів, як Том Йорк, Річард Ешкрофт та Ієн Браун. Різні музичні видання дуже високо оцінили лонгплей; так, рецензент Pitchfork Media підкреслював: «У той час як більшість електронних записів малоцікаві комусь, крім любителів брейкбіту і звукових ефектів у стилі Atari, „Psyence Fiction“ сприймається і як геніальна сторінка історії електронної музики, і як видатний поп-альбом». Серед альтернативних гуртів і виконавців, на які вплинув тріп-хоп, профільна преса відзначає NIN, Gorillaz, Travis, The Flaming Lips, Beck, Deftones.

### Реп-рок і альтернативний хіп-хоп
Одним із перших, хто став комбінувати рок з репом у своїй музиці, був гурт Run–D.M.C., який поєднав у своєму дебютному альбомі важкі хардрокові семпли з хіп-хоповим бітом, при цьому зберігши мелодизм. Гурт, що став першою ластівкою культурних і музичних змін, дістав прізвисько «The Beatles від хіп-хопу». Run-D. M. C. продовжили експериментувати з важким звучанням на своїх наступних платівках, і публіцист Стівен Томас Ерлвайн заявив, що другий диск колективу «звучить жорсткіше і розумніше, ніж майже всі рок — і метал-записи того часу». 1986 року гурт закріпив успіх у кросовері двох жанрів, записавши з гуртом Aerosmith для свого третього альбому нову версію пісні «Walk This Way», яка стала міжнародним хітом і прообразом реп-року в його нинішньому вигляді, по суті, являючи собою перший подібний експеримент, який домігся мейнстримової популярності. На думку низки експертів, жанр набув свого остаточного вигляду після виходу альбому Licensed to Ill Beastie Boys — трьох білих музикантів, які скомбінували скретчі та семпли з пісень Led Zeppelin і Black Sabbath з хіп-хоповим бітом, ставши першою реп-командою, чия платівка піднялася на вершину чарту Billboard 200. Деякі публіцисти приписують заслугу формування основ звучання реп-року продюсеру цього альбому — Ріку Рубіну (також співпрацював з Run-D. M. C.), який продюсував як виконавців хіп-хопу, так і метал-гурти. Згодом музичний зміст альбому Licensed to Ill ліг в основу жанру репкор, серед найвідоміших груп якого фігурують Crazy Town («Butterfly»), Limp Bizkit (Three Dollar Bill, Yall$), Bloodhound Gang (Hooray for Boobies) і Linkin Park (Hybrid Theory).

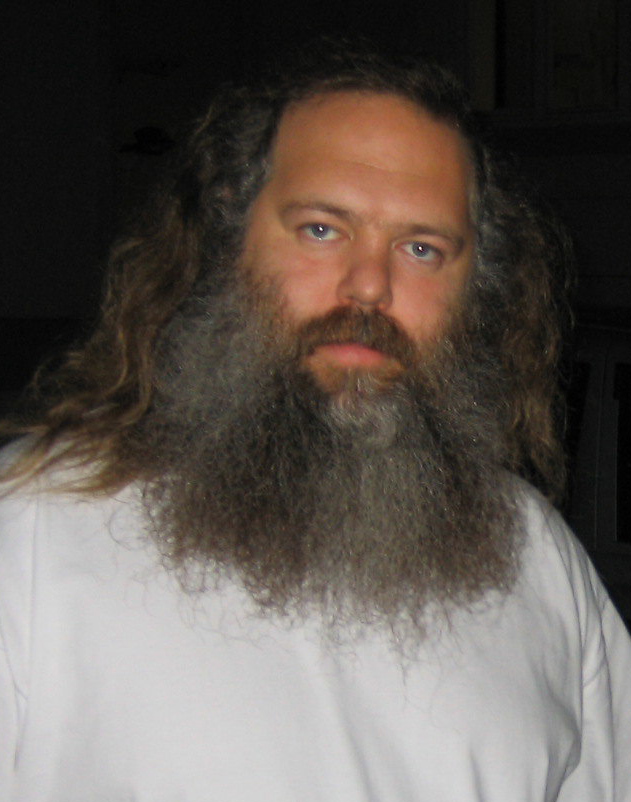
Рікові Рубіну приписують створення жанру реп-рок. На початку кар'єри він співпрацював з трьома ключовими гуртами цього напрямку: Run–D.M.C., Beastie Boys і RHCP (ранні). Визнаний найвпливовішим продюсером останніх років

Реп-рок слід відрізняти від реп-металу — гібриду хіп-хопу і хеві-металу, концепція якого будувалася на потужних, різких, важких рифах, які часто відсувають на другий план скретчінг і бітбокси. Піонерами реп-металу були такі гурти як Anthrax, що записав кавер-версію композиції «Bring the Noise» з гуртом Public Enemy. Реп-рок звучав більш органічно, оскільки зберігав у своїй основі пісенну рок-структуру, за винятком того, що вокаліст виконував речитатив, а ритм базувався на елементи хіп-хопу. Найчастіше різниця між реп-роком і реп-металом мінімальна, оскільки в основі обох стилів лежать гучні гітари і біт. Основна відмінність полягає у більш органічному, інтегрованому звуці реп-року, що продемонстрував один з найбільш відомих альбомів цього жанру — Devil Without a Cause Кіда Рока. У свою чергу однією з найвпливовіших пластинок реп-металу вважають дебютний диск гурту Rage Against the Machine, який чинив найпотужніший вплив на розвиток жанру в 1990-х. Ще одним з піонерів напрямку є хеві-метал-гурт Body Count, засновником якого був репер Ice-T.
Термін «альтернативний хіп-хоп» придумали музичні публіцисти для опису виконавців, які записували реп-матеріал поза традиційними стереотипами цього жанру. В рамках альтернативного хіп-хопу відзначалися музиканти, які експериментували з широким спектром стилів: від фанку і поп-року до джазу, соулу, регі та фолку. Одним з перших у цій галузі відзначився джазовий трубач Майлз Девіс, який записав альбом Doo-Bop, де інтегрував свої інструментальні імпровізації поверх хіп-хопового біту. Цей диск був відзначений премією «Греммі» і досягнув мейнстримової популярності. Згодом, низка представників цього напряму, зокрема Arrested Development і The Fugees, здобули широку популярність, хоча більша частина виконавців альтернативного хіп-хопу відомі насамперед в андеграундному сегменті. Втім, цей стиль згодом став популярний серед мейнстримових реперів за рахунок своєї експериментальної складової. Так, альбоми в цьому жанрі записували такі артисти, як Outkast (Stankonia), Cypress Hill (Black Sunday), M.O.P. (Handle Ur Bizness), а також Mystikal, який вважається піонером хардкор-репу.

### Інші стилі
У 1990-ті роки було сформовано рух квіркор — його ядром були групи, в яких фігурували ЛГБТ-музиканти: геї, лесбійки, бісексуали та інші. Серед цих колективів були такі, як God Is My Co-Pilot, Pansy Division, Team Dresch і Sister George. Їх творчість надихнула музикою панків-гомосексуалів раннього покоління, таких як Джейн Каунти, Phranc і Рэнди Тёрнер, а також колективів зразок Nervous Gender, The Screamers і Coil. Звучання квиркора охоплює різні стилі панку і альтернативи, а в його текстах часто піднімаються теми забобонів, гендерної самоідентифікації, сексуальної ідентичності і прав особистості.
У 1993 році другий альбом групи The Smashing Pumpkins Siamese Dream став одним з рок-подій року, показавши високі комерційні показники і завоювавши популярність у масового слухача. Завдяки сильному впливу хеві-метала і прогресивного року — основних складових AOR-радіостанцій 1970-х років — на звучання пластинки, треки з Siamese Dream стали потрапляти в ефір мейнстрімового радіо, тим самим поступово стерши кордон між цими жанрами і альтернативою в менталітеті обивателів. Через два роки відбувся реліз Mellon Collie and the Infinite Sadness, який був визнаний одним з кращих подвійних альбомів, випущених за довгий час. Звучання платівки було ще більш експериментальним і містило елементи різних музичних жанрів: року, гранжу, нової хвилі, електронної, класичної та поп-музики.

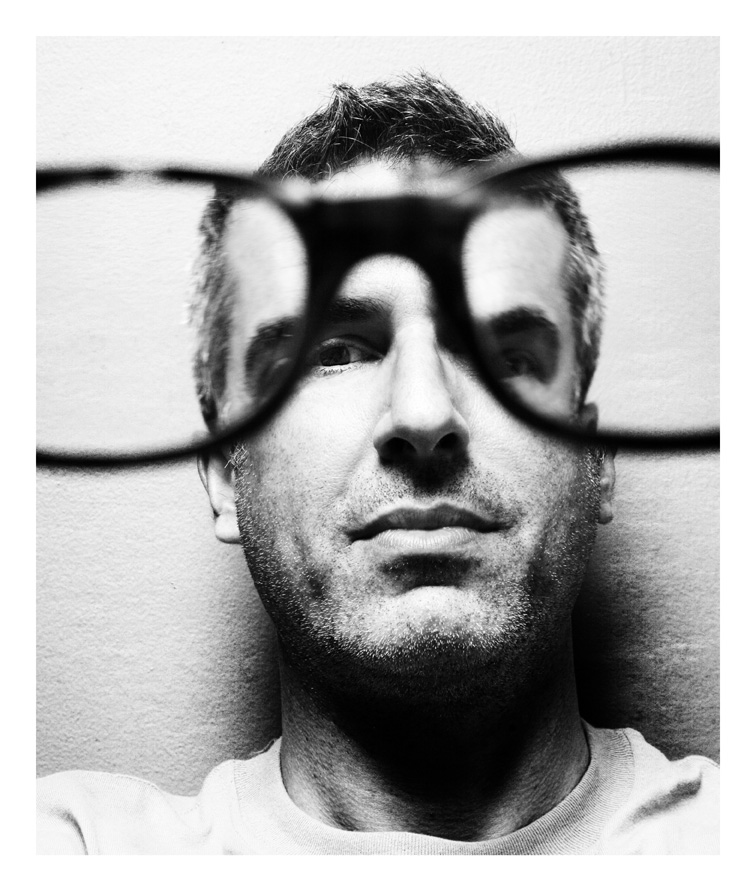
Гітарист та автор текстів групи Bad Religion Бретт Гуревич, засновник одного з найвпливовіших інді-лейблів Epitaph Records, який в 1990-х став меккою для виконавців поп-панку, а також альтернативного року

Початок 1990-х стало періодом відродження інтересу до панк-року, який був виведений в мейнстрім завдяки популяризації його піджанру — поп-панку. У 1994 році група Green Day випустила платівку Dookie, яка стала хітом, розійшовшись тиражем більше 9 мільйонів копій всього за два роки (причому тільки в США). Диск Bad Religion Stranger Than Fiction також знайшов свого слухача і отримав «золоту» сертифікацію на батьківщині групи. Інші каліфорнійські панк-групи також почали домагатися мейнстрімовий популярності, випускаючи свої записи на незалежному лейблі Epitaph Records, став своєрідним майданчиком для місцевого поп-панку в цілому. Так, тільки за 1994 рік на ньому були випущені альбоми let's Go (Rancid), Punk in Drublic (NOFX) і Smash (The Offspring), кожен з яких був проданий тиражем більше 500 000 екземплярів. Важливу роль у популяризації поп-панку зіграли телеканал MTV і лос-анджелеська радіостанція KROQ-FM, хоча NOFX відмовилися передавати MTV свої відео, тим самим підкресливши прихильність витоків жанру.
У цей же період, після майже десятирічного перебування в андеграунді, в Сполучених Штатах став популярний ска-панк — суміш більш ранніх британських ска — і панк-виконавців. Rancid стала першою групою з т. зв. «Третьої хвилі ска-ривайвла», яка домоглася масової популярності. До 1996 року інші колективи цього стилю — Mighty Mighty Bosstones, No Doubt, Sublime, Goldfinger, Reel Big Fish, Less Than Jake і Save Ferris — також почали займати високі місця в чартах і з'являтися в радіоефірі. Першим альбомом цього руху, який завоював широку популярність, був диск групи Rancid — …And Out Come the Wolves (1995), який отримав «золотий» статус на батьківщині музикантів. Випущений через рік лонгплей Sublime однойменної групи був відзначений «платиновим» сертифікатом. Виконавці австралійської панк-сцени 1990-х — Frenzal Rhomb (скейткор) і Bodyjar (поп-панк) — крім локальної популярності справили потужний вплив на ска-сцену Японії.
Крім перерахованого, на альтернативній сцені був поширений термін «сэдкор», яким журналісти описували альтернативні групи з похмурою, повільною музикою і депресивними текстами. Сэдкор представляв собою вільне визначення і не був прив'язаний до якогось конкретного піджанру інді-музики. Тим не менше, газета LA Weekly виділяла в цьому стилі співачку Шарлін Маршалл, називаючи її «Королевою Сэдкора». В Японії був надзвичайно популярний visual kei, звучання якого увібрала в себе досвід таких напрямків, як хардкор, альтернативний рок або треш/дет-метал, а сам жанр багато в чому орієнтувався на західну андеграундну сцену. Серед найбільш помітних колективів цього руху виділялися X Japan, Buck-Tick і Malice Mizer. Британська група The Mekons, поєднавши у своїй творчості панк-рок з музикою кантрі, справила значний вплив на розвиток альтернативного кантрі. У США Jason & the Scorchers, Meat Puppets і Social Distortion розвинули традиції цього жанру в окремий напрямок — кантрі-панк.

## Альтернативний рок в Україні
- Колезький асесор
- Omana
- Раббота Хо
- Скрябін
- Табула Раса
- Ivanov Down
- OSTRIV
- Fast Forward Eats the Tape
- FRANCO
- Черепахи
- The Хостільня
- ТОЛ
- Роллік'с
- Тартак
- Green Grey
- Marvel
- Карна
- Океан Ельзи
- Друга Ріка
- Крихітка Цахес
- Postsense
- Кому вниз
- Вій
- ШАNA
- DETACH

## Альтернативні рок-гурти
- Imagine Dragons
- OneRepublic
- Muse
- Skillet
- Green Day
- Three Days Grace
- Disciple (гурт)
- Placebo
- Radiohead
- Incubus
- The Smashing Pumpkins
- Foo Fighters
- Red Hot Chili Peppers
- R.E.M.
- Linkin Park
- Coldplay
- The Dreams
- A Perfect Circle
- The White Stripes
- 30 Seconds to Mars
- Breaking Benjamin
- 3 Doors Down
- Pixies
- Queens of the Stone Age
- Weezer
- Karnivool
- Audioslave
- Panic! at the Disco
- 65 days of static
- People in planes
- My Chemical Romance
- Kashmir
- Collective Soul
- Papa Roach
- Neon Trees
- Red (група)
- Thousand Foot Krutch
- The Score
- KALEO
- X Ambassadors
- Tones And I
- Oliver Tree
- Dani Ryan